# Jenny Barra
Jenny del Carmen Barra Rosales (Santiago, Chile, 27 de octubre de 1953 - detenida desaparecida, octubre de 1977) fue una estudiante de Enfermería de la Universidad Católica de Chile, militante del Movimiento de Izquierda Revolucionaria (MIR) y detenida desaparecida durante la dictadura militar. Tenía 23 años al momento de su detención. 

## Dos veces detenida
Estudio en el Liceo de Niñas de San Bernardo, vivía junto a su familia en la comuna de San Bernardo. En 1973, gracias a sus buenas calificaciones como su alto puntaje pudo acceder a estudiar Enfermería en la Universidad Católica, estudio becada.
El 17 de enero de 1974 fue detenida por primera vez, a los 20 años de edad, por efectivos de la Escuela de Infantería de San Bernardo. Se le acusó de repartir panfletos como el de pertenecer al FER, Frente de Estudiantes Revolucionarios. Estuvo 6 meses detenida, en el campo de prisioneros de  Cerro Chena, en el recinto de Tejas Verdes, en la Casa Correccional y en el Campamento Tres Álamos mantenida detenida bajo las normas por estado de sitio. Una vez liberada continuó con sus estudios en la carrera de Enfermería en la Universidad Católica de Santiago.
Tres años después de su primera detención nuevamente fue tomada prisionera, el 17 de octubre de 1977. Jenny nunca regresó a su hogar desde esa fecha. Según declaró su madre días antes, Jenny notó que había estado siendo seguida por civiles. Un exprisionero político, también de San Bernardo, declaró que fue llevado a un lugar desconocido donde permaneció por espacio de 3 semanas. Allí fue torturado e interrogado sobre actividades políticas. Le exhibieron fotos de mujeres entre las cuales reconoció la de Jenny Barra, a la cual conocía por el hecho de vivir muy cerca de su domicilio, este declaró que: "fui conducido a una pieza en que había una litera y allí permanecí durante gran parte del tiempo. Desde ese lugar sentí la conversación o interrogatorio que hacían a una mujer, pudiendo identificar la voz como perteneciente a Jenny Barra, dándome cuenta que también se encontraba detenida".

## La búsqueda de Verdad y Justicia

### Se interpuso un Recurso de Amparo
Ante la detención de Jenny su madre Laurisa Rosales interpuso el 4 de noviembre de 1977 un recurso de amparo ante la Corte de Apelaciones de Santiago, rol N°591 77. Se solicitó informes al Ministerio del Interior como a Investigaciones. Tanto Investigaciones como el Ministerio del Interior, informaron que no se registraban antecedentes solicitados. El Ministerio del Interior señaló que "los únicos antecedentes que la amparada registra en los respectivos kardex de esta Secretaría de Estado son los que dicen relación con su arresto en virtud a lo ordenado en el D.E. N°2 del 3 de enero de 1974 y su posterior libertad dispuesta por Decreto N°202 del 9 de julio de ese mismo año".
El 2 de diciembre, se rechazó el recurso de amparo y se ordenó remitir los antecedentes al Juez del Crimen de San Bernardo. Se ordenó instruir sumario, el proceso tuvo el rol N°46576. Se acumuló a la denuncia por secuestro interpuesta por la madre con fecha 30 de diciembre de 1977. No habiéndose agotado la investigación y existiendo diligencias pendientes, el juez que investigaba la causa declaró cerrado el sumario y sobreseyó definitivamente el proceso "teniendo presente que por Amnistía se ha extinguido la responsabilidad penal". Elevada en consulta la resolución, el Fiscal de la Corte de Apelaciones recomendó revocar la resolución con fecha 9 de junio de 1978, debido a que "es menester que exista una imputación determinada en contra una persona también determinada, además se requiere que se agote la investigación para saber qué acción ilícita se ha perpetrado". De esta manera, la Corte ordenó reponer la causa al estado de sumario, prosiguiendo la investigación. En el mes de junio de 1979, se declaró cerrado el sumario y se dictó el sobreseimiento temporal de la causa, lo cual fue en consulta a la Corte de Apelaciones, siendo éste aprobado. El  20 de mayo de 1980 se interpuso una nueva querella criminal por el delito de secuestro En el mes de diciembre de 1980, fue cerrado el sumario, sobreseído temporalmente el proceso. Esta resolución fue confirmada por la Corte de Apelaciones Presidente Aguirre Cerda en julio de 1981.

### Informe Rettig
Familiares de Jenny presentaron su testimonio ante la Comisión Rettig, Comisión de Verdad que tuvo la misión de calificar casos de detenidos desaparecidos y ejecutados durante la dictadura. Sobre el caso de Jenny Barra, el Informe Rettig señaló que:

“El 17 de octubre de 1977 luego de salir de la casa de una amiga, alrededor de las 21:30 horas, fue detenida la estudiante y militante del MIR, Jenny del Carmen BARRA ROSALES. 
El día 19 de octubre de 1977, al salir del Jardín Infantil G 27, de la Población Teniente Merino, donde trabajaba, es detenido por un grupo de agentes de civil, el joven Hernán Santos PEREZ ALVAREZ.  Este último, militante del PS y amigo de Jenny Barra es golpeado con manoplas e introducido a viva fuerza a un vehículo. El secuestro fue presenciado por numerosos testigos quienes lograron registrar la patente de uno de los vehículos utilizados. En el interior de dicho vehículo fue vista, acompañada de tres sujetos, Jenny Barra estando ya detenida. 
La investigación judicial permitió aclarar que la patente del vehículo utilizado en estos hechos, correspondía a una patente de gracia, otorgada por la Municipalidad de Renca al organismo denominado Dinar que tenía registrado domicilio en el edificio Diego Portales.  Estos antecedentes agregados a otras evidencias le permiten a esta Comisión llegar a la convicción que la detención y desaparición de la Jenny Barra y de Hernán Pérez fue practicada por agentes de la DINA, quienes violaron así sus derechos humanos”.

### Justicia al regreso de la democracia
Luego de la detención de Pinochet en Londres, junto con la interposición de las querellas contra Pinochet se activaron los juicios de derechos humanos. El caso de Jenny fue visto por un Ministro de la Corte de Apelaciones de San Miguel desde 1998 y se encuentra en estado de sumario.

### Jenny Barra la primera mujer reconocida
Luego de años de incertidumbre, en octubre del 2012, los familiares de Jenny Barra tuvieron una respuesta. La ministra de la Corte de Apelaciones de San Miguel Soledad Espina, junto al director nacional del Servicio Médico Legal, Patricio Bustos, les dieron una noticia, se han podido identificar los restos óseos de Jenny, encontrados en la Cuesta Barriga en el año 2001. Los restos corresponden a pequeños fragmentos que quedaron en la mina Los Bronces, en la Cuesta Barriga. Jenny Barra se convirtió en la primera mujer detenida desaparecida que ha sido identificada por el Servicio Médico Legal.
El día Sábado 10 de noviembre de 2012, su madre, familiares acompañados de numerosas personas le dieron a Jenny un último adiós, al realizarle un homenaje en el Memorial del Detenido Desaparecido y del Ejecutado Político ubicado en el Cementerio General, lugar donde descansaran sus restos. Laurisa Rosales, madre de Jenny, hizo un llamado para continuar la lucha por la "verdad y la justicia", además de exigir castigo para los "canallas y asesinos" detrás de las desapariciones. La madre de Jenny señaló: "Así como mataron a mi hija, hay muchas mujeres que desaparecieron y deben aparecer igual que la mía. Por eso que aquí no termino yo, no terminamos nosotros, porque es una obligación seguir luchando por la verdad, la justicia, y el castigo a estos canallas asesinos".

## Memorial

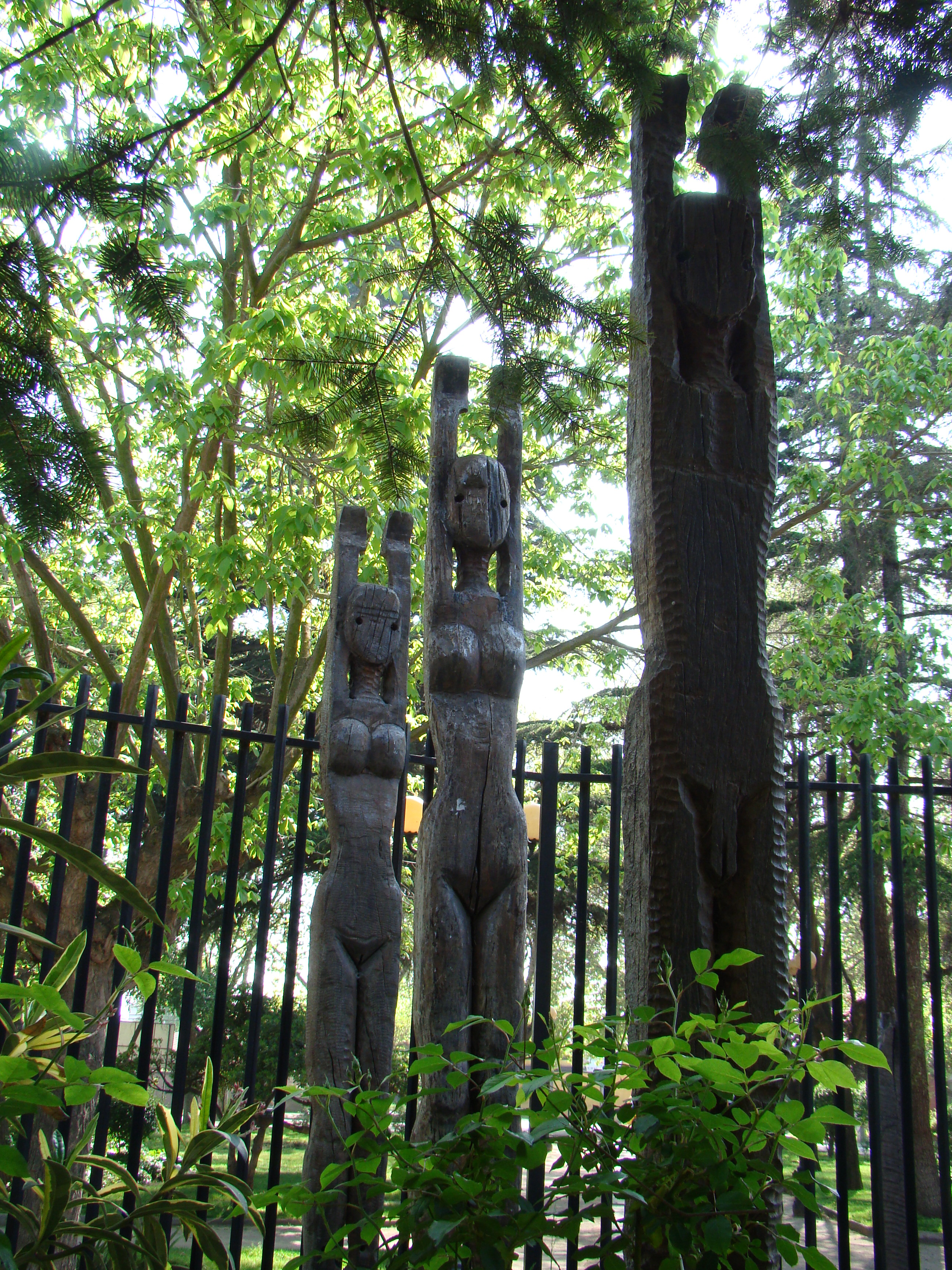
Memorial de Jenny Barra.

En la Plaza Guarello de San Bernardo hay un memorial por las víctimas de la dictadura que lleva el nombre de Jenny Barra.